# 田中義忠
田中 義忠（たなか よしただ）は、安土桃山時代の武将。徳川家康の家臣。

## 生涯
松平信忠・清康・広忠の三代に仕えた田中末広の次男。田中氏は三河国加茂郡菅生村の土豪で、最初藤原南家貞嗣流を称していたが、末広の父・義元の代に、里見田中氏の流れを汲む清和源氏義家流に改めた。田中姓は末広の祖父・胤道覚入道崇元が居地にちなんで初めて称したとされる。松平氏（親忠）には義元の代から仕えた。
当初は出家し、満性寺の勝玄の弟子となっていた。元亀3年（1572年）三方ヶ原の戦いで、兄・義綱が戦死すると、徳川家康の命により還俗して田中家の家督を継ぐ。天正3年（1575年）長篠の戦いでは先方衆として武田方武将の首級三つを挙げた。天正18年（1590年）徳川氏の関東移封後は武蔵国足立郡に領地を与えられ、後に家康が駿府に移るとそれに従って遠江国に領地を与えられた。元和元年（1615年）5月11日駿府にて没。